# Ботишал
Ботишал (Ботlищал) или (чуду по-чохски) это Чохское традиционное блюдо. Из Аварского селения Чох Гунибского района.
Считаются разновидностью чуду с творогом.
Ботишал представляет собой круглую лепёшку из тонкого бездрожжевого теста с начинкой из творога. Творог необходим лежалый, чтобы легче тянулся. Лепёшки жарят на сухой сковороде без бортиков и подают только в горячем виде, чтобы творог тянулся при надкусывании.